# Biorno Braço de Ferro da Dinamarca
Biorno Braço de Ferro da Dinamarca (em latim: Biornus; Björn Jernsida), também conhecido como Biorno Braço de Ferro, filho de Haroldo (Björn Jernsida Haraldsson), era um dos 15 filhos de Haroldo, a Lança. Biorno casou-se com Catarina, a filha do rei Ingo I da Suécia. Biorno era o pai de Cristina, filha de Biorno, uma rainha sueca. Morreu acidentalmente por afogamento em 1134, junto com o seu irmão Érico.